# Windows Live Mail
 (septembre 2020).
Si vous disposez d'ouvrages ou d'articles de référence ou si vous connaissez des sites web de qualité traitant du thème abordé ici, merci de compléter l'article en donnant les références utiles à sa vérifiabilité et en les liant à la section « Notes et références ».
Windows Live Mail (anciennement Windows Live Mail Desktop, nom de code Elroy) est un client de messagerie développé par Microsoft. C’est le successeur d’Outlook Express et de Windows Mail (distribués avec Windows 98, Windows 2000, Windows Me, Windows XP, Windows Vista). Il fait partie de la suite Windows Live.
Il reprend le style de Windows Live Hotmail, lui-même déjà inspiré des logiciels de messagerie. Windows Live Mail est compatible POP, IMAP et HTTP pour Live Mail. Il est disponible en téléchargement pour Windows XP, Windows Vista ainsi que pour Windows 7.